# Cleopatra (film din 1963)

Afișul original al filmului

Cleopatra (titlul original: în engleză Cleopatra) este un film din 1963 regizat de Joseph L. Mankiewicz.

## Conținut
După Bătălia de la Pharsalus din anul 48 î.Hr., Iulius Cezar pleacă în Egipt, sub pretextul de a fi numit executorul testamentului tatălui tânărului faraon Ptolemeu al XIII-lea și al surorii sale Cleopatra.
Cleopatra îl convinge pe Cezar să-și dea tronul de la fratele ei mai mic. Caesar, pentru a controla efectiv întreg regatul, îl condamnă la moarte pe Pothinus pentru că a organizat o tentativă de asasinat asupra Cleopatrei și îl alungă pe Ptolemeu în deșertul de est, unde el și armata lui, depășită numeric, s-ar confrunta cu moartea sigură împotriva lui Mitridates. Cleopatra este încoronată regina Egiptului și începe să aibă vise megalomane de a conduce lumea alături de Cezar, care la rândul său dorește să devină rege al Romei. Se căsătoresc, iar când se naște fiul lor Caesarion, Cezar îl acceptă public, ceea ce devine subiect de discuții al Romei și a Senatului.
După ce este făcut dictator pe viață, Cezar cere ca regina Cleopatra să-i fie adusă. Ea ajunge la Roma într-o procesiune fastuoasă și câștigă adularea poporului roman. Senatul devine din ce în ce mai nemulțumit pe fondul zvonurilor că Cezar dorește să devină rege, ceea ce este o anatema pentru romani.

## Distribuția
- Elizabeth Taylor - Cleopatra
- Richard Burton - Marc Antoniu
- Rex Harrison - Iulius Cezar
- Roddy McDowall - Octavianus Augustus
- Martin Landau - Rufio
- Hume Cronyn - Sosigenes
- George Cole - Flavius
- Cesare Danova - Apolodor sicilianul
- Francesca Annis - Eiras, servitoarea Cleopatrei
- Grégoire Aslan - Pothinus
- Marina Berti - regina din Tarsus
- Furio Meniconi - Mithridates
- John Cairney - Phoebus

- Pamela Brown - Înalta Preoteasă
- Kenneth Haigh - Brutus
- Andrew Keir - Agrippa
- Robert Stephens - Germanicus
- Martin Benson - Ramos
- Herbert Berghof - Theodotus din Chios
- Jacqui Chan - Lotos
- Isabelle Cooley - Charmion
- John Doucette - Achillas
- Andrew Faulds - Canidius
- Michael Gwynn - Cimber
- Michael Hordern - Cicero
- John Hoyt - Cassius
- Marne Maitland - Euphranor
- Carroll O'Connor - Servilius Casca
- Richard O'Sullivan - faraonul Ptolemeu al XIII-lea
- Gwen Watford - Calpurnia Pisonis, soția lui Cezar
- Douglas Wilmer - Decimus

## Legături externe
- Cleopatra la Internet Movie Database
- Cleopatra la TCM Movie Database
- Cleopatra la Box Office Mojo
- Cleopatra la Rotten Tomatoes